# Gamochaeta antarctica
Gamochaeta antarctica är en art i släktet rödnoppor.
Enligt gamla obekräftade berättelser förekommer arten i fem områden på Falklandsöarna men vid undersökningar under 2000-talet hittades växten bara i tre områden, glest fördelade över hela ögruppen. Gamochaeta antarctica växer i låglandet och i kulliga områden upp till 73 meter över havet. Habitatet utgörs av hed med några glest fördelade buskar samt av gräsmarker där även Senecio candidans (korsörtssläktet), Juncus scheuchzerioides och bergsyra är vanliga.
Växten är en ört som blir 20 till 50 mm hög och som har 5 till 15 mm långa samt 2 till 6 mm breda blad. De liknar en skalpell i utseende och de har inga håriga utskott. Blommorna är vitaktiga. På ögruppen hittas även Gamochaeta malvinensis men den har hår på bladen.
Fortplantningsorgan av hankön kan befrukta organ av honkön som sitter på samma exemplar (självpollinering).
Fåren på ögruppen kan även äta Gamochaeta antarctica. Dessutom är beståndet känsligt för bränder. Några exemplar odlas inomhus på Falklandsöarna. Frön av arten förvaras i en fröbank nära Kew Gardens i England. Gamochaeta antarctica listas på grund av de nämnda hoten som starkt hotad (EN).